# كأس هولندا 1971–72
كأس هولندا 1971–72 (بالهولندية: KNVB beker 1971/72)‏ هو الموسم 54 من كأس هولندا. أشرف على تنظيمه الاتحاد الملكي الهولندي لكرة القدم، وكان عدد الأندية المشاركة فيه 32، وفاز فيه أياكس أمستردام.